# Букулты (Рига)
Бу́култы (латыш. Bukulti) — микрорайон в Риге, преимущественно частной застройки. Находится на востоке города, в составе Видземского предместья. Расположен между юго-восточным берегом озера Кишэзерс и лесным массивом, к северу от Бривибас гатве.
Район Букулты приобрёл известность с конца 1980-х как элитный жилой массив индивидуальной застройки. Площадь — 5,183 км². Население — 666 жителей.

## Транспорт
Автобус

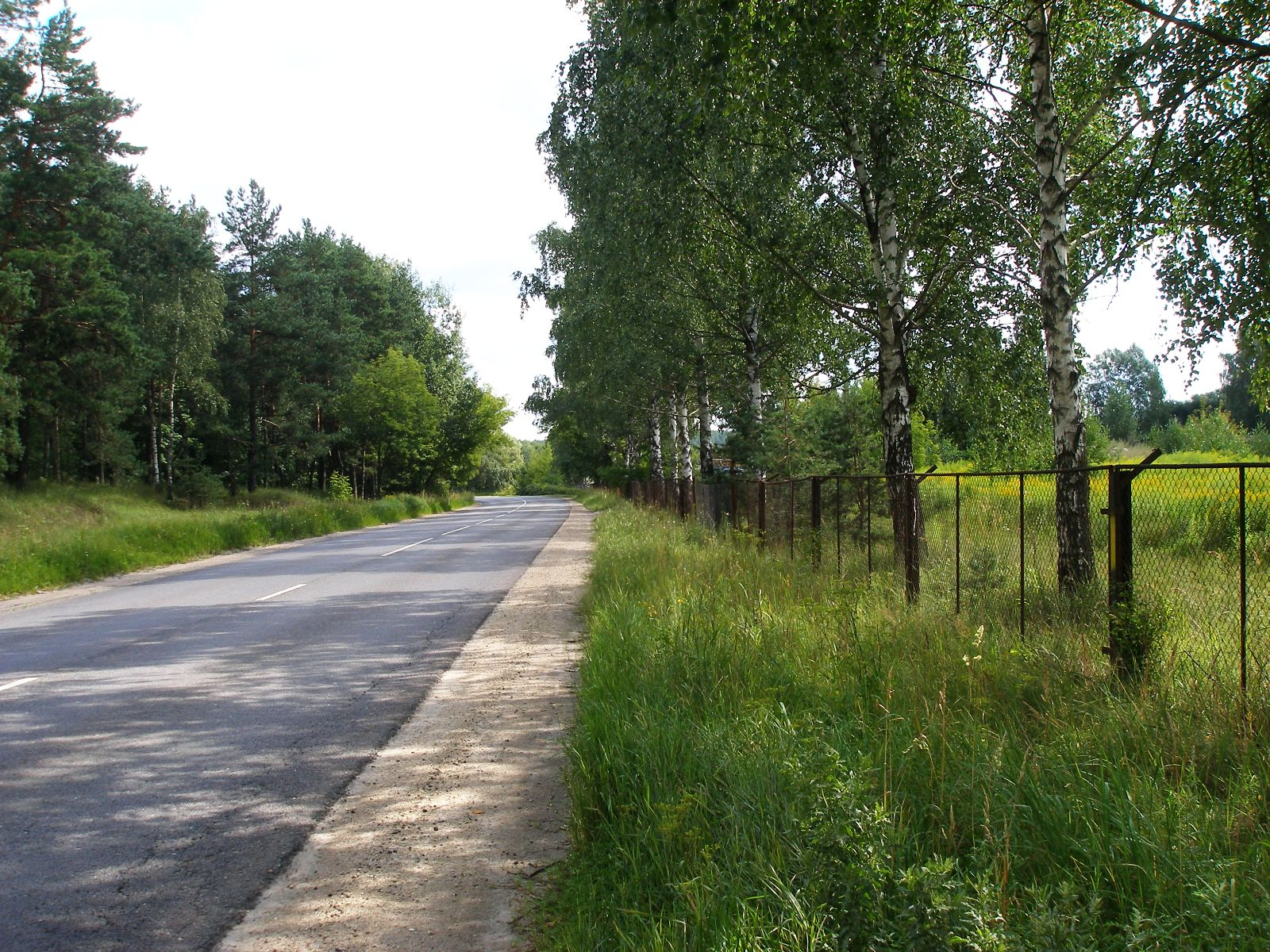
Яунциема гатве

- № 29 — Межциемс — Букулты — Вецмилгравис